# Сарыбель
Сарыбель (каз. Сарыбел) — село в Панфиловском районе Жетысуской области Казахстана. Административный центр Сарыбельского сельского округа. Код КАТО — 195647100.

## Население
В 1999 году население села составляло 2122 человека (1105 мужчин и 1017 женщин). По данным переписи 2009 года, в селе проживало 2048 человек (1047 мужчин и 1001 женщина).